# Xiaomi Mi 5
Das Mi 5 ist ein Smartphone des chinesischen Herstellers Xiaomi und wurde am 24. Februar 2016 auf dem Mobile World Congress 2016 offiziell vorgestellt. Es ist der Nachfolger des Mi 4 aus dem Jahre 2014. Der Verkaufsstart in China war am 1. März 2016. Eine Veröffentlichung im europäischen Raum hat nicht stattgefunden.

## Technik

### Hardware
Das Mi 5 besitzt einen 5,15 Zoll großen IPS-LCD-Bildschirm mit einer Auflösung von 1920 × 1080 Pixeln. Als System-on-a-Chip kommt ein Snapdragon 820 mit vier Kernen des Herstellers Qualcomm zum Einsatz.
Das Display wird mithilfe von Gorilla Glass 4 vor Kratzern und Beschädigung geschützt.
In der Home-Taste des Smartphones befindet sich ein Fingerabdruckscanner.
Es gibt drei Versionen des Mi 5: Die Versionen mit 32 und 64 GB Speicherplatz verfügen über 3 GB RAM, die Version mit 128 GB internem Speicher über 4 GB RAM.
Das Mi 5 ist Dual-SIM-fähig und besitzt einen USB Typ C-Anschluss.
Der 3.000 mAh-Lithium-Polymer-Akku ist fest verbaut und lässt sich nur durch manuelles Aufschrauben des Gerätes wechseln, hierbei erlischt jedoch die Herstellergarantie.
Das Mi 5 verfügt über ein NFC-Modul zur drahtlosen Kommunikation über kurze Distanz.
Eine weitere Besonderheit stellt das Modul zur Nutzung des GNSS Beidou dar, welches derzeit nur in China verfügbar ist.
Das Smartphone verfügt über die Funktion Quick Charge 3.0 von Qualcomm. Mit dieser lässt sich der Akku innerhalb von 30 Minuten zu 70 Prozent laden. Zur Nutzung ist ein speziell zertifiziertes Ladegerät erforderlich.

### Besonderheiten
Das Mi 5 verfügt, neben den 2 vorhandenen SIM-Karten-Slots über eine fest eingebaute eSIM. Mit ihr lassen sich Anbieter und Tarife wechseln, ohne das ein physischer Austausch der SIM-Karte stattfinden muss.

### Software
Das Mi 5 wird mit MIUI 8.1 (basierend auf Android 6), einem von Xiaomi entwickelten Android-Derivat, ausgeliefert.